# Nalconagar
Nalconagar of NALCO is een census town in het district Angul van de Indiase staat Odisha. 

## Demografie
Volgens de Indiase volkstelling van 2001 wonen er 18.038 mensen in Nalconagar, waarvan 53% mannelijk en 47% vrouwelijk is. De plaats heeft een alfabetiseringsgraad van 73%. 